# Лондонський договір (1604)
Лондонський договір — мирний договір, який завершив дев'ятнадцятирічну англо-іспанську війну (1585—1604 рр) і був підписаний 18 серпня (28 серпня за новим стилем) 1604 року. Договір відновив status quo ante bellum між двома країнами. Переговори, ймовірно, відбувалися в Сомерсет-Хаусі у Вестмінстері і іноді відомі як конференція Сомерсет-Хаус.

## Передумови
Англо-іспанська війна була складним і мінливим конфліктом, який також мав зв'язки з Голландським повстанням, Французькими релігійними війнами та Дев'ятирічної війною в Ірландії. До 1600 року війна тривала вже майже п'ятнадцять років і жодна зі сторін не отримала загальної вигоди чи вирішальної переваги. Загальне виснаження Іспанії, бунти опозиції у відповідь на королівські запити про надання коштів, чисельні заколоти іспанських військ у Нідерландах, страх поновлення нової війни з Францією за герцогство Салуццо — все це разом підкреслювало безнадійність іспанських сподівань на завдання переможного удару по Англії.

### Ранні мирні пропозиції
У квітні 1600 року ерцгерцог Альбрехт Австрійський, губернатор іспанських Нідерландів, розпочав таємні переговори з Англією про врегулювання, але не повідомив про них Мадрид. Наступного місяця переговори завершилися зустріччю між представниками Іспанії, Англії та Бургундії на конференції в Булоні. Іспанія вимагала відступлення міст, що були передані голландцями Англії в заставу за надану допомогу. Англія вимагала вільної торгівлі з Іспанією та її заморськими колоніями, свободи англійських підданих від інквізиції та виключного права мати військові кораблі в протоці. Переговори ні до чого не призвели, Іспанія стверджувала, що було абсурдним очікувати, що суверен всесвітньої імперії віддасть протоку королеві кількох островів. У серпні переговори припинилися — взаємна недовіра і тиск Об'єднаних провінцій зробили будь-яку угоду неможливою. Незважаючи на це, між Англією, ерцгерцогом Австрії та його дружиною інфантою Ізабеллою (сестрою Філіпа) були відкриті дипломатичні шляхи. Листи представників показали, що ерцгерцоги та король Іспанії все ще прагнули миру, незважаючи на різницю в політиці. Філіп хотів зберегти гегемонію Іспанської імперії, тоді як ерцгерцог Альбрехт та Ізабелла прагнули миру та дружніх відносин.
Після смерті королеви Єлизавети І в 1603 році її наступник Яків I швидко перейшов до спроб покласти край довгому та виснажливому конфлікту. В цей час іспанські надії на вирішальну військову перемогу в Нідерландах або успішне вторгнення в Англію були вкрай далекі. Яків був ідеалістичним практиком християнського миру та єдності, а також сином і наступником Марії Стюарт, королеви Шотландії, страта якої була безпосередньою причиною конфлікту. Філіп III Іспанський також успадкував війну від свого попередника Філіпа II, і його скарбниці також були вичерпані, тому він тепло прийняв цю пропозицію і наказав розпочати важкі переговори.
Завдання уряду в Мадриді полягало в тому, щоб покращити їх жахливе військове становище в Нідерландах, зменшивши або припинивши англійську допомогу голландським повстанцям.. Тим часом Йохан ван Ольденбарневельт, очолюючи делегацію штатів Голландії, намагався залучити до участі нового англійського монарха в конфлікті у Фландрії, в центрі уваги якого була облога Остенде. Через два роки облога перетворилася на боротьбу на криваве виснаження.
Перші кроки до миру були зроблені в червні 1603 року, коли Хуан де Тассіс очолив іспано-фламандську комісію, яка відвідала Лондон, шукаючи перемир'я та взаємної довіри. Тассіс був відправлений в Англію Філіпом III Іспанським, щоб вивчити можливості досягнення домовленностей після смерті Єлизавети.
Ерцгерцог Альберт уже відправив свого посланця Чарльза де Ліня, принца-графа Аренберга, до Лондона, і у вересні 1603 року до нього приєднався Хуан де Тассіс. Незважаючи на те, що Де Тассіс не мав повноцінних повноважень для ведення переговорів, наступного місяця він брав активну участь у підготовці до врегулювання.

## Договір
Наприкінці 1603 року констебль Кастилії прибув до Брюсселя з дозволом укласти мирний договір, якщо про нього можна буде домовитися. 19 травня 1604 року, коли констебль все ще чекав на прийом, решта делегації Габсбургів прибула до Лондона, і була призначена англійська переговорна група.

### Англійська делегація
- Роберт Сесіл, 1-й граф Солсбері (1563—1612), державний секретар, провідний міністр Якова I
- Чарльз Блаунт, 1-й граф Девоншир (1563—1606), солдат
- Томас Саквіль, 1-й граф Дорсет (1536—1608), лорд-скарбник
- Генріх Говард, 1-й граф Нортгемптон (1540—1614), лорд-наглядач портів Чінкве
- Чарльз Говард, 1-й граф Ноттінгем (1536—1624), лорд-адмірал

### Іспанські делегації
Іспанці вели переговори двома делегаціями, одна представляла короля Іспанії, інша — ерцгерцога Альберта та Ізабеллу, правителів Іспанських Нідерландів.
Іспанська делегація:
- Хуан Фернандес де Веласко, 5-й герцог Фріас, констебль Кастилії
- Хуан де Тассіс, 1-й граф Вільямедіана
- Алессандро Робіда, сенатор Мілана

Делегація Іспанських Нідерландів :
- Шарль де Лінь, 2-й принц Аренбергський
- Жан Річардо, президент Таємної ради Брюсселя
- Луї Веррейкен, аудитор Брюсселя

### Умови
- Іспанія визнає протестантську монархію Англії і відмовляється від намірів відновити в країні Римську церкву.
- Припинення іспанської військової інтервенції в Ірландії[14][15].
- Припинення англійських нападів на іспанське трансатлантичне судноплавство та іспанські заморські колонії (стаття 6)[16][17].
- Ла-Манш відкрився для іспанського судноплавства.
- Припинення англійської інтервенції в Голландське повстання (статті 4,5,7); Англія припиняє військову та фінансову підтримку голландських повстанців.
- Кораблі обох країн, торгові чи військові кораблі, могли використовувати материкові морські порти іншої сторони для переобладнання, укриття або закупівлі провізії (стаття 10). Флоти з менш ніж восьми кораблів навіть не повинні були запитувати дозволу, що забезпечило розгалужену мережу військово-морських баз для іспанців в Англії, щоб допомогти їх війні проти протестантських голландців.

Договір відновив status quo ante bellum. Це означало визнання Іспанією того, що її надії на відновлення римського католицизму в Англії закінчилися, і вона повинна була визнати протестантську монархію в Англії. У свою чергу, Англія припинила фінансову та військову підтримку голландського повстання, що тривала з моменту Нансачського договору (1585 р.), і була змушена покласти край воєнним нападам на іспанське трансатлантичне судноплавство та іспанські колонії.

## Наслідки
Після усунення Англії в результаті Лондонського договору від підтримки повсталих Голландських провінцій, іспанці сподівалися завдати вирішального удару, який змусив би голландців до миру і розпочали потужну кампанію під проводом Амброзіо Спіноли в 1606 році. Яків I все ще дозволяв голландській армії набирати англійських солдатів-добровольців на службу — у 1605 році в Нідерландах служили 8000 англійців. Крім того, англійські корсари тепер знаходили собі прихисток на службі у голландців, які полювали на іспанське судноплавство, а також почали скандальну співпрацю з берберськими корсарами з мусульманських країн Магрибу. І навпаки, іспанським військовим кораблям і каперам було дозволено використовувати англійські порти як військово-морські бази для нападу на голландське судно або для транспортування підкріплення до Фландрії. У листопаді 1607 року витрати на недавні війни з Францією, протестантськими голландцями, а також Англією призвели до банкрутства Іспанії. Таким чином було підписано Дванадцятирічне перемир'я, яке офіційно визнавало незалежність Нідерландської Республіки.

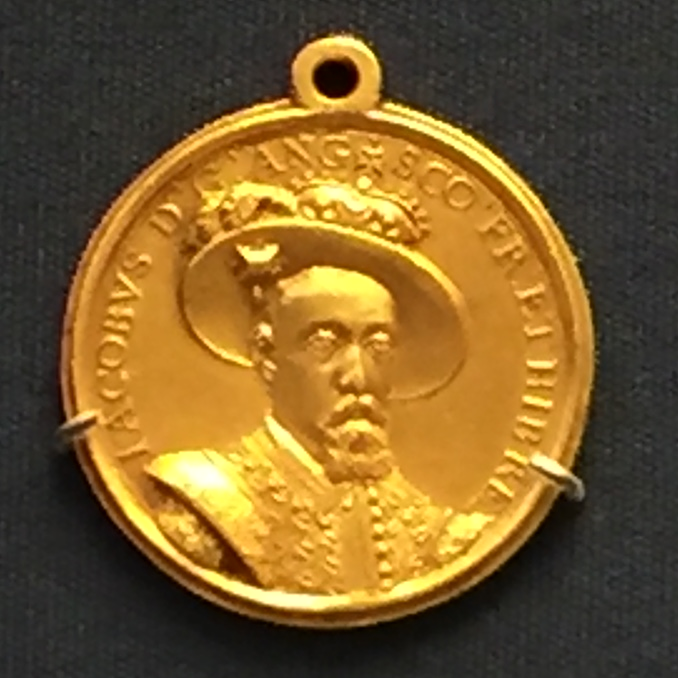
Золота медаль, викарбувана в Англії в 1604 році на згадку про мир, підписаний з Іспанією.

Серед англійської громадськості договір був дуже непопулярним, оскільки в Англії він розглядався як «принизливий мир». Вважалось, що король покинув свого союзника Нідерланди на милість іспанців, і це зробило Якова I «монументально непопулярним». Ноель Карон, посол Сполучених провінцій у Лондоні, писав, що «ніколи жодне оприлюднення не було прийнято в Лондоні з більшою прохолодою і з більшим сумом». Через це, після укладання угоди в Англії не проводилось публічних святкувань. Розрив між зовнішньою політикою Якова I та громадською думкою збільшився кілька років потому, коли протестантська палата громад увійшла в конфлікт з королем через «іспанську партію» — шлюбну угоду між Марією Анною Іспанською, дочкою Філіпа III Іспанського та принцем Уельським Карлом, сином Якова. Однак англійська делегація вважала договір з Іспанією дипломатичною перемогою, яка дала англійцям «мир з честю». в пам'ять про мир були викарбувані золоті та срібні медалі, розроблені Ніколасом Хілліардом.
в Іспанії Мирна угода була сприйнята добре. З квітня по червень 1605 року в іспанській столиці Вальядоліді відбувалися великі громадські урочистості на честь договору та народження сина Філіпа — Філіпа IV. Також була присутня англійська посольська делегація (яка налічувала 500 осіб) на чолі з лордом-адміралом Чарльзом Говардом. Він був відправлений Яковом I у відповідь на те, що Хуан де Веласко був відправлений до Англії для мирних переговорів минулого року. 26 травня англійську делегацію зустріли теплим прийомом і почестями, зокрема Говарда в англійському коледжі. Наступного місяця договір був ратифікований у Королівському палаці Вальядоліда в присутності Говарда. Деякі голоси католицької церкви, однак, висловили свою стурбованість Філіппу III з приводу його угоди з «єретичною владою», особливо протестував Хуан де Рібера, тодішній єпископ Валенсії. Після укладення угоди Філіп III призначив дона Педро де Суньігу першим послом Іспанії в Англії.
Іспанська корона сподівалась, що після мирного договору Англія врешті-решт забезпечить толерантність до католиків. Однак Порохова змова 1605 року знищила будь-яку можливість цього. Протестантські побоювання, що мир з Іспанією в кінцевому підсумку означатиме швидке вторгнення єзуїтів і симпатиків католиків також не втілилися в життя, оскільки парламент суворо слідкував за дотриманням єлизаветинських антирекузантських законів.
Після підписання договору Англія та Іспанія зберігали мир до 1625 року.